# Christian Werner Thomsen
Christian Werner Thomsen (* 1. August 1940 in Dresden) ist ein deutscher Anglist.

## Leben
Ab dem Sommersemester 1961 studierte er in Tübingen Anglistik, Germanistik und Theaterwissenschaften. Nach der Promotion 1967 mit einer Dissertation über Seneca and Pre-Shakespearean Tragedy wurde er Kurt Ottens erster Assistent. Der Kultusminister des Landes Hessen ernannte ihn 1972 zum Professor für englische und amerikanische Literatur der Universität Marburg. Nach der Habilitation 1973 in Anglistik und Amerikanistik mit einer Arbeit über Das Groteske im englischen Roman des 18. Jahrhunderts erfolgte im August 1973 die Berufung an die Universität Siegen. Er wurde 2005 emeritiert.

## Schriften (Auswahl)
- Das englische Theater der Gegenwart. Düsseldorf 1980, ISBN 3-513-02228-X.
- Menschenfresser in der Kunst und Literatur, in fernen Ländern, Mythen, Märchen und Satiren, in Dramen, Liedern, Epen und Romanen. Eine kannibalische Text-Bild-Dokumentation. Wien 1983, ISBN 3-85447-042-8.
- Leopoldskron. Frühe Historie, die Ära Reinhardt, das Salzburg-Seminar. Siegen 1983, ISBN 3-923483-01-5.
- Literarchitektur. Wechselwirkungen zwischen Architektur, Literatur und Kunst im 20. Jahrhundert. Köln 1989, ISBN 3-7701-2328-X.